# Метью Лекі
Метью Лекі (англ. Mathew Leckie, нар. 4 лютого 1991, Мельбурн) — австралійський футболіст, півзахисник клубу «Мельбурн Сіті» та національної збірної Австралії.

## Клубна кар'єра
Вихованець школи клубу «Баллін Лайонз», з яким виступав у Першому дивізіоні штату Вікторія до 2 вересня 2009 року, коли підписав контракт з клубом «Аделаїда Юнайтед» на два роки, де провів два сезони, взявши участь у 35 матчах чемпіонату.
Своєю грою за цю команду привернув увагу представників тренерського штабу німецької «Боруссії» (Менхенгладбах), до складу якої приєднався 2011 року. Відіграв за менхенгладбаський клуб наступний сезон своєї ігрової кар'єри, але основним гравцем не став.

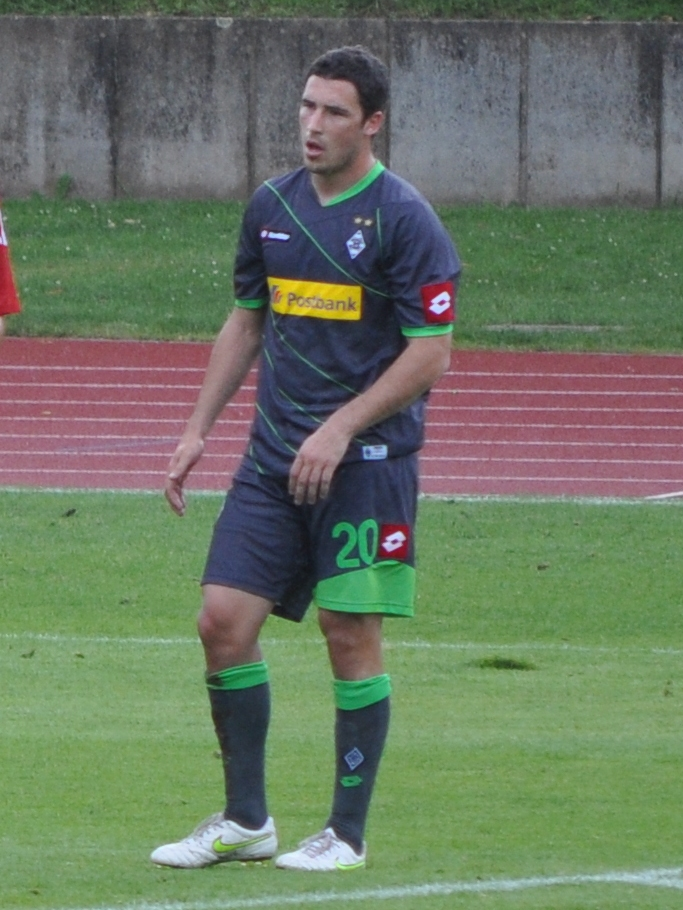
Метью Лекі у складі «Боруссії». 2011 рік.

Влітку 2012 року перейшов до «Франкфурта», у складі якого провів наступні два роки своєї кар'єри гравця у Другій Бундеслізі. Більшість часу, проведеного у складі «Франкфурта», був основним гравцем команди.
7 травня 2014 року уклав трирічний контракт з клубом «Інгольштадт 04». За результатами першого сезону Метью допоміг клубу вийти в Бундеслігу, де провів з командою наступні два сезони. За результатами другого з них клуб вилетів з вищого дивізіону країни.
22 травня 2017 року підписав контракт з «Гертою». Станом на 10 червня 2018 року відіграв за берлінський клуб 26 матчів в національному чемпіонаті.

## Виступи за збірні
У серпні 2009 року був викликаний в юнацьку збірну Австралії для участі в чемпіонаті АСЕАН до 19 років. Рахунок голам за юнацьку збірну відкрив у матчі півфіналу проти В'єтнаму (перемога 4:1), а у фіналі його команда поступилася Таїланду по пенальті. Незабаром він отримав виклик в збірну Австралії до 20 років для участі у Кубку Азії серед юнаків, де його команда також стала другою, програвши у фіналі Північній Кореї.
Протягом 2009—2011 років залучався до складу молодіжної збірної Австралії. На молодіжному рівні зіграв у 13 офіційних матчах, забив 3 голи.
У лютому 2010 року Пім Вербек викликав Метью до складу національної збірної Австралії для підготовки до матчу відбору на Кубок Азії 2011 року проти збірної Індонезії, але Лекі не тільки не зіграв жодної хвилини у відборі, але навіть не потрапив в заявку на сам Кубок Азії. Дебют у збірній відбувся лише 14 листопада 2012 року в матчі проти збірної Південної Кореї, коли Лекі вийшов в кінці зустрічі.
14 листопада 2012 року дебютував в офіційних матчах у складі національної збірної Австралії, вийшовши на заміну наприкінці товариської гри проти збірної Південної Кореї.
Першим великим турніром для Лекі став чемпіонат світу 2014 року, де він був основним гравцем, зігравши у трьох матчах, а вже наступного року Метью допоміг команді виграти домашній Кубок Азії 2015 року.
Згодом у складі збірної був учасником Кубка конфедерацій 2017 року та чемпіонату світу 2018 року, що обидва проходили у Росії.

## Досягнення
- Володар Кубка Азії: 2015